# Atomaria diluta
Atomaria diluta är en skalbaggsart som beskrevs av Wilhelm Ferdinand Erichson 1846. Atomaria diluta ingår i släktet Atomaria, och familjen fuktbaggar. Enligt den svenska rödlistan är arten nära hotad i Sverige. Arten förekommer i Götaland och Svealand. Artens livsmiljö är skogslandskap, jordbrukslandskap.